# Gunung Gegarang
Gunung Gegarang är ett berg i Indonesien.   Det ligger i provinsen Aceh, i den västra delen av landet, 1 600 km nordväst om huvudstaden Jakarta. Toppen på Gunung Gegarang är 1 702 meter över havet, eller 225 meter över den omgivande terrängen. Bredden vid basen är 5,2 km.
Terrängen runt Gunung Gegarang är kuperad åt nordost, men åt sydväst är den bergig. Runt Gunung Gegarang är det glesbefolkat, med 20 invånare per kvadratkilometer. I omgivningarna runt Gunung Gegarang växer i huvudsak städsegrön lövskog.